# Serena de la Hey

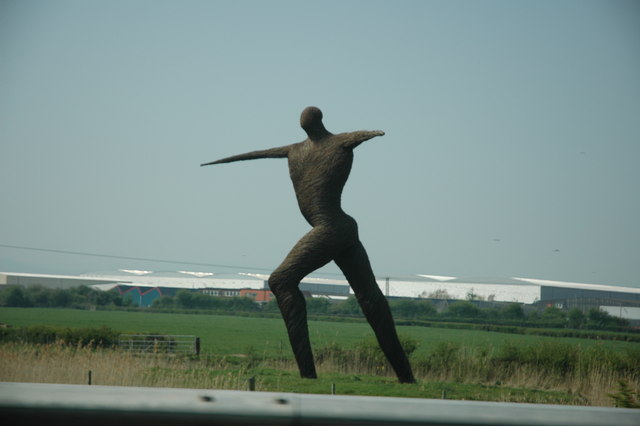
Serena de la Hey: The Willow Man (2001)

Serena de la Hey (sinh năm 1967) là một nhà điêu khắc người Anh gốc Kenya, đã đi du lịch rộng rãi nhưng sống ở Somerset từ đầu những năm 1990. Bà được biết đến với Willow Man cao 40 feet gần Bridgwater mà bà đã hoàn thành vào mùa thu năm 2001.

## Tiểu sử
Sinh năm 1967 tại Eldoret, Kenya, de la Hey trải qua thời thơ ấu tại các trang trại ở Úc. Sau khi tốt nghiệp trường đại học nghệ thuật Falmouth, bà định cư ở Somerset, nơi bà bắt tay vào công việc điêu khắc sớm bằng cách sử dụng cây liễu từ Somerset Levels.
De la Hey lần đầu tiên sử dụng cây liễu để điêu khắc hình người vào năm 1992 khi bà tạo ra những nhân vật đan lát đang chạy trên sa mạc Nevada. Từ đầu những năm 1990, bà đã tạo ra những hình vẽ người và động vật trong phòng thu của mình ở Stoke Gregory gần Taunton. Bà coi liễu là "chất lỏng, một cách nhanh chóng để đi vào một ý tưởng". Bà đã sản xuất một loạt các số liệu cho khách hàng tư nhân, chủ yếu là để trang trí nhà hoặc vườn. Năm 1999, hợp tác với Fernando Martin, bà đã tạo ra một nhân vật cho Lễ hội Glastonbury bị cháy như một phần của màn trình diễn pháo hoa vào đêm qua.
Năm 2000, South West Arts ủy thác cho bà tạo ra Willow Man, một tác phẩm điêu khắc bằng liễu gai cao 40 feet gần Đường cao tốc M5 gần Bridgwater. Bà mất bốn tuần để hoàn thành con số, sử dụng cây liễu địa phương được hỗ trợ bởi một cấu trúc kim loại. Nó được hoàn thành vào tháng 9 năm 2000. Vào tháng 5 năm 2001, những kẻ phá hoại đã đốt cháy tác phẩm điêu khắc, chỉ để lại khung kim loại. Nhờ một chiến dịch để khôi phục lại con số, vào tháng 10 năm 2001, de la Hey đã hoàn thành phiên bản thứ hai của mình, lần này đan xen dây thép với cây liễu. Ngoài ra, con số này được bảo vệ bởi một mẫu cỏ dại. Mặc dù ban đầu được thiết kế để tồn tại chỉ ba năm, Người đàn ông Liễu đã được de la Hey sửa chữa nhiều lần trong nhiều năm và vẫn còn nguyên vẹn. Tuy nhiên, việc sửa chữa rất tốn kém và hiện tại de la Hey đang tự hỏi liệu tác phẩm điêu khắc của bà có được thiết kế lại để tiết kiệm chi phí bảo trì hay không.